# Archibald Black
Archibald Archie C. Black (17. maj 1883 i Ontario – 14. maj 1956 i Vancouver) var en canadisk roer som deltog i de olympiske lege 1924 i Paris.
Black vandt en sølvmedalje i roning under OL 1924 i Paris. Han var med på den canadiske fire uden styrmand som kom på en andenplads efter Storbritannien. Deltagerne på den canadiske fire var Black, Colin Finlayson, George MacKay og William Wood.